# Miss Muerte
Miss Muerte (The Diabolical Dr. Z o Le diabolique docteur Z en sus versiones internacionales) es una película de terror y ciencia ficción española, estrenada en 1966, dirigida por Jesús Franco.
Destaca en la filmografía del realizador, además de por ser uno de los primeros ejemplos de cine fantástico español en abordar el tema de los doctores mentalmente enloquecidos, por su banda sonora, su factura técnica y remitir a las películas de bajo presupuesto dirigidas por Edgar G. Ulmer, Joseph Lewis o Jacques Tourneur. El propio director realizó en 1971 una nueva versión, titulado She Killed in Ecstasy, protagonizado por Soledad Miranda.

## Trama
El doctor Zimmer es un profesor que experimenta e investiga mediante el uso de la cirugía las claves para modificar el comportamiento humano. Tras ser humillado y rechazado por tres colegas de profesión, los doctores Kallman, Vicas y Moroni, tras mostrarles un invento revolucionario, Zimmer fallece. 
Irma Zimmer, su hija y ayudante, enloquecida por el dolor decide proseguir con los experimentos de su padre embarcándose en una tortuosa venganza: manipulando la mente e hipnotizando a una irresistible bailarina de cabaré, Nadia ("Miss Muerte"), castigará a los médicos que dejaron morir a su padre transformándola en un arma mortal. Uno tras otro los tres doctores son asesinados por Nadia, cumpliendo la voluntad de Irma, sin ser consciente de sus actos.
El inspector Tanner, encargado de resolver los asesinatos, descubre el plan organizado por la hija del doctor quien fallece en un enfrentamiento final con el policía. Sin embargo queda la duda de si Nadia ha logrado superar su estado de hipnosis.

## Reparto
- Estella Blain - Nadia / Miss Muerte
- Mabel Karr - Irma Zimmer
- Antonio Giménez Escribano - Dr. Zimmer
- Howard Vernon - Dr. Vicas
- Fernando Montes - Philippe
- Marcelo Arroita-Jáuregui - Dr. Moroni
- Cris Huerta - Dr. Kallman
- Alberto Bourbón - Policía
- Guy Mairesse - Hans Bergen
- Jesús Franco - Inspector Tanner

## Producción
Tras sufrir diversos tropiezos con la censura cinematográfica Jesús Franco presentó para su evaluación el escabroso guion de un proyecto titulado Al otro lado del espejo. Para llevarlo a cabo contaba con el apoyo del productor Serge Silverman a quien conocía por haber trabajado con Juan Antonio Bardem. Sin embargo la censura imponía recortes y modificaciones a lo que Franco, quien ya había rodado 10 películas obteniendo cierto éxito con algunas como Gritos en la noche o Rififí en la ciudad, se opuso y desestimó el proyecto. En su lugar surgió Miss Muerte como proyecto alternativo.

"No me lo prohibían del todo, pero imponían retoques por todas partes. Así que me planté y les dije que me negaba a introducir aquellos cambios. Ellos me dijeron: "pues tendrás que transigir", y yo respondí: "No. Para eso no la hago". Me respondieron: "¿Cómo que no la haces?", y contesté yo a mi vez: "Como que no la hago. En vez de ésta voy a hacer otra de terror. Como a vosotros eso os parece una gilipollez y os meáis de risa cuando se os habla de castillos misteriosos y gatos negros, y ahí sí que no os metéis con nada mientras no se vea ni una teta, pues voy a hacer otra de esas y ya está". Comenté todo esto con Silverman, estuvo de acuerdo y me fui a París a escribir el guion de Miss Muerte con Jean-Claude Carrière".
Jesús Franco, sobre la producción de Miss Muerte (Jesús Franco Habla, revista DeZine, número 4, 1991)

El presupuesto de la película, coproducción hispano-francesa mayoritariamente española, fue de aproximadamente 10 millones de pesetas hasta entonces el mayor de las películas dirigidas por Franco. El rodaje tuvo lugar entre el 3 de mayo y 19 de junio de 1965 con el título provisional de El doctor Z y Miss Muerte.

"Se llevó a cabo sin ningún problema, salvo que tuve que cambiar la actriz protagonista poco antes de empezar. Yo había pensado en Ana Castor, y ella aceptó, pero luego se negó a aparecer durante media película con la cara quemada, ella quería salir maravillosa siempre. La sustituyó Mabel Karr, y lo hizo muy bien, no puedo quejarme, pero como erotismo subyacente e imagen inquietante siempre me pareció preferible Ana Castor."
Jesús Franco, sobre la producción de Miss Muerte (Jesús Franco habla, revista DeZine, número 4, 1991)

## Recepción
En líneas generales la película obtiene valoraciones positivas en los portales de información cinematográfica y publicaciones especializadas. 
En la crítica de Nacho Villalva en el portal cinemaldito.com se la califica de «sólida, oscura, con filtraciones románticas enfermizas, de férrea puesta en escena y ritmo preciso y sin altibajos, estamos ante una cinta que conjuga hábilmente elementos de suspense y horror sazonándolos con detalles extraños y poéticos».
Por su parte Carlos Aguilar en el libro Jesús Franco (Cátedra, 2011), reseña que «apenas estrenarse, Miss Muerte se convirtió por doquier en lo que posteriormente se denominaría Cult Movie. (...) exhibiéndose allende fronteras, captando numerosos cinéfilos anticonvencionales, y, por todos los conceptos, implicando un capítulo radicalmente nuevo en la industria fílmica española».
Miss Muerte obtiene una puntuación de 6,3 sobre 10 en FilmAffinity España con 203 votaciones.

«Fue un film que parecía prometer que su director seguiría en esta misma línea de corrección pero paradójicamente supone la última obra importante de Jesús Franco ya que a partir de 1967 tiene sólo algunos títulos meramente aceptables dentro de una larguísima filmografía en la que más que nada hubo cine erótico de mala calidad.»
Crítica de Cromático en FilmAffinity 

Los usuarios de IMDb otorgan una puntuación de 6,9 sobre 10 basándose en 720 votos.

«Esta fue mi segunda película de Jesús Franco, uno de sus primeros thriller en blanco y negro, a menudo considerada entre sus mejores películas. A pesar de ser una producción de bajo presupuesto la película, en realidad, se ve bien. Este periodo de Franco parece haber sido un periodo interesante: sus películas son accesibles y fáciles de disfrutar. Aun así hay indicios claros de lo que estaba por venir (...) el acento se pone en un uso algo inquietante de la violencia pero también en la seducción de la sexualidad (femenina).»
Crítica de Mario Gauzi en IMDB 

En RottenTomatoes la película obtiene una calificación de "fresco" para el 71% de los usuarios, obteniendo una puntuación de 3,6 sobre 5 (con 382 votos).

«Esta fue la primera película de Franco que vi y debo decir que me impresionó. Me encantaría ver cómo Miss Muerte se vería en color pero, probablemente, habría matado las cualidades atmosféricas de la película. La secuencia de Miss Muerte fue genial (y extrañamente caliente) como también lo fue la lucha en el pasillo hacia el final. Esta fue una sorpresa muy agradable y un visionado muy divertido.»
Crítica de Michael Gildea en RottenTomatoes 